# Георги Бончев
Георги Бончев Николов, известен като  Георги Бончев, е български геолог, един от основоположниците на минералогията и петрографията в България, академик.

## Биография и научна кариера
Георги Бончев е роден на 6 август 1866 г. стар стил (18 август 1866 г. нов стил) в с. Жеравна, Котленско. Завършва гимназия в гр. Габрово. Следва естествени науки в Загребския университет от 1888 до 1893 г., където през 1891 – 1893 г. е асистент по минералогия и геология на Гюро Пилар, а през 1893 г. става и доктор по философия, като защитава докторска дисертация: Bichromat kalija (Revizija osnih elemenata). От 01.10.1893 е извънреден преподавател по минералогия и геология във Висшето училище, а от 1895 е редовен доцент при катедрата по минералогия и геология в Софийския университет „Св. Климент Охридски“. От октомври 1905 г. до октомври 1936 г. е редовен професор и титуляр на катедрата по минералогия и петрография. Декан на физико-математическия факултет през учебните 1906/07, 1907/08, 1919/20, 1927/28 г. Ректор на университета през 1914/15 г. Курсовете, които той води в университета са: Стратиграфия и геология; Кристалография; Обща и специална минералогия; Обща и специална петрография; Практическо ползване на скалите; Трайност и издръжливост на скалите при строене и др.
През 1910 г. Георги Бончев и Лазар Ванков  участват в 11-ия Международен геоложки конгрес в Стокхолм, Швеция.
През 1913 година Георги Бончев e член на 12-ия Международен геоложки конгрес в Торонто, Канада.
По време на Балканските войни и Първата световна война професор Георги Бончев е директор на Бюрото за военнопленните, като изпълнява тази длъжност на доброволни начала и без възнаграждение, "че и ако му е давал законът право да бъде освободен от армията, както неговите другари професори.".
Автор на над 140 научни труда и университетските учебници Петрография; Обща минералогия; Специална минералогия.
Георги Бончев е действителен член на БАН от 1900 г. Основател и пръв директор на Геологическия институт при БАН (1944 – 1948). Пръв председател на Българското геологическо дружество (1925).  През 1910 г. съставя геоложка карта на България съвместно с Георги Златарски. Основател на гемологията (скъпоценни минерали) и геоархеологията (мегалитни паметници) в България.

## Признание
През 1958 г. Иван Костов ще нарече минерала бончевит с неговото име.
Неговото име носи улица в академичен комплекс „БАН IV километър“, на която са разположени някои от институтите на БАН (Карта).
През декември 2016 година и по случай 150 години от рождението на Георги Бончев е издадена пощенска марка с неговия лик.
Почетен гражданин на София и Шумен.
Погребан е в парцел 48 на Централните софийски гробища.
- Минерали от колекцията на Георги Бончев, изложени в Музея по минералогия, петрология и минерални ресурси на Софийския университет
- Азбест (Живково, Ихтиманско, Средногорие)
- Берил (Стрелча, Панагюрско, Средногорие)
- Галенит, Сфалерит, Халкопирит (Банско, Пирин)
- Хематит (Калиакра, Варненско)
- Малахит (Осеновлаг, Софийско)

## Избрани произведения
- G. Bončev. Bichromat kalija: (Revizija osnih elemenata) //  Rad Jugoslavenske akademije znanosti i umjetnosti. Matematičko-prirodoslovni razred 16 (113).   1893. с. 79-103. Посетен на 24 юли 2023.[21]
- G. Bončev. Prilozi za systematiku Conifera na temelju anatomske structure listova //  Šumаrski list 17 (1).   1893. с. 4-18. Посетен на 29 април 2025.[22]
- Из чуждите периодически списания //  Български преглед (3).   септември 1893. с. 179-181. Посетен на 30 април 2025.
- Верила планина в петрографско отношение //  Периодическо списание на Българското книжовно дружество (60).   1899. с. 913-947. Посетен на 9 март 2024.
- Скалите на Манастирските височини //  Периодическо списание на Българското книжовно дружество 12 (61).   1900. с. 19-34. Посетен на 26 април 2025.[неработеща препратка]
- Еруптивните скали от Глушник и Горно-Александрово //  Периодическо списание на Българското книжовно дружество 12 (61).   1900. с. 85-101. Посетен на 26 април 2025.[неработеща препратка]
- Серпентина в Пловдивско //  Периодическо списание на Българското книжовно дружество 12 (61).   1900. с. 217-226. Посетен на 26 април 2025.[неработеща препратка]
- Петрографски бележки за Черноморския бряг между нос Емине и с. Кюприя //  Периодическо списание на Българското книжовно дружество 12 (61).   1900. с. 362-390. Посетен на 26 април 2025.[неработеща препратка]
- Сакар планина - петрографско описание //  Сборник народни умотворения, наука и книжнина 16 (Дял природонаучен).   1900. с. 44-82. Посетен на 26 април 2025.[неработеща препратка]
- Материали за предисторията на България - Пещерата при с. Голяма Железна //  Трудове на Българското Природоизпитателно Дружество 1.   1900. с. 1-21.
- Разкопки около Месемврия //  Трудове на Българското Природоизпитателно Дружество 3 (4).   1900.
- Принос към изучаването на рида Свети Илия //  Сборник народни умотворения, наука и книжнина 18 (Дял природонаучен).   1901. с. 166-193. Посетен на 26 април 2025.[неработеща препратка]
- Мегалитни паметници в Сакар планина //  Сборник народни умотворения, наука и книжнина - І. Дѣлъ историко-филологиченъ и фолклоренъ 16.   1900. с. 659-703. Посетен на 26 април 2025.[неработеща препратка]
- Принос към петрографията на Западните Родопи //  Периодическо списание на Българското книжовно дружество (62).   1901-1902. с. 649-673. Посетен на 6 март 2024.
- Петрографски бележки за юго-източния кът на България //  Периодическо списание на Българското книжовно дружество (64).   1903-1904. с. 327-485. Посетен на 6 март 2024.
- Принос към петрографията на Сърнена гора //  Сборник народни умотворения, наука и книжнина 19 (Дял природонаучен).   1903. с. 1-104. Посетен на 28 април 2025.[неработеща препратка]
- Базалтът в България //  Периодическо списание на Българското книжовно дружество 16 (65).   1904. с. 161-190. Посетен на 27 април 2025.[неработеща препратка]
- Петрографски бележки за Осоговската планина в България //  Периодическо списание на Българското книжовно дружество (66).   1905-1906. с. 459-535. Посетен на 26 април 2025.[неработеща препратка]
- Принос към петрографията на източните Родопи в България //  Годишник на Софийския университет, ФМФ (1).   1905. с. 103-135. Посетен на 6 март 2024.
- Принос към петрографията на източните Родопи в България //  Годишник на Софийския университет, ФМФ (2).   1906. с. 1-30. Посетен на 6 март 2024.
- Кратка характеристика на скалите от пограничната ивица Деве-багър (Кюстендилско) - Дъсчен кладенец (Трънско) //  Периодическо списание на Българското книжовно дружество (67).   1906. с. 165-204. Посетен на 6 март 2024.
- Петрографски обиколки в България //  Сборник народни умотворения, наука и книжнина 22-23 (Дял природонаучен).   1906-1907. с. 1-143. Посетен на 8 юли 2024.[неработеща препратка]
- Петрографска обиколка в Средна и в Сърнена гора //  Периодическо списание на Българското книжовно дружество (68).   1907-1908. с. 337-382. Посетен на 6 март 2024.
- Принос към петрографията на източните ридове на Софийското поле //  Периодическо списание на Българското книжовно дружество (68).   1907-1908. с. 167-190. Посетен на 6 март 2024.
- Принос към петрографията на южните склонове на Балкана от Арабаконашкия до Мараш-Върбишкия проход //  Годишник на Софийския университет, ФМФ (3-4).   1908. с. 3-147. Посетен на 6 март 2024.
- Еруптивните скали в България //  Сборник народни умотворения, наука и книжнина - дял Природонаучен 24 (3).   1909. с. 1-170. Посетен на 7 май 2024.
- Бончев, Георги; Бакалов, Петър. Землетресението в Ямболско на 2 февруарий 1909 г. //  Годишник на Софийския университет. Физико-математически факултет. Книга 1; Annuaire de l'Universite de Sofia. Faculte Physico-mathematique 5 (ІІ).   1910. с. 1-25. Посетен на 30 април 2025.
- Метеоритът от Гумошник (Троянско) //  Периодическо списание на Българското книжовно дружество 22 (71).   1910. с. 373 - 390. Посетен на 1 април 2024.
- Поменик на Георги Н. Златарски //  Летопис на Българската академия на науките (10).   1910. с. 71 - 88.
- Научна дейност на Георги Златарски //  Годишник на Софийския университет. Официален дял ; Annuaire de l'Universite de Sofia. Partie officielle 6.   1911. с. 80-102.
- Принос към петрографията и минералогията на Рила планина //  Списание на Българската академия на науките - клон Природо-математичен (2).   1912. с. 59. Посетен на 26 април 2024.[неработеща препратка]
- Les houilles en Bulgarie par M le Professeur Dr. G. Bontchew //  The Coal Resources of the World: An Inquiry Made upon the Initiative of the Executive Committee of the XII International Geological Congress, Canada, 1913, With the Assistance of Geological Surveys and Mining Geologists of Different Countries. Т. II.   Toronto, Canada, Morang & Co. Limited, 1913. с. 747 – 761. Посетен на 30 май 2018.
- Землетресението в Търновско //  Мир (3924).   25 юний 1913. с. 1.  Архивиран от оригинала на 2023-05-31.
- Землетресението в Търновско //  Мир (3925).   26 юний 1913. с. 1.  Архивиран от оригинала на 2023-05-31.
- Мраморът в България. Ректорска реч, произнесена на 25 ноември 1914 г. //  Годишник на СУ, ФМФ 10-11 (1).   1915. с. 1-23. Посетен на 1 април 2024.
- Кристалинните шисти в България //  Годишник на СУ, ФМФ 10-11 (2).   1915. с. 1-127. Посетен на 13 декември 2024.
- Седиментните скали в България //  Сборник на БАН 7.   1917. с. 1-162.
- Основи на петрографията в Свиленградска околия //  Годишник на Софийския университет. Физико-математически факултет. Книга 1; Annuaire de l'Universite de Sofia. Faculte Physico-mathematique 13-14 (ІІ).   1919. с. 1-42. Посетен на 28 април 2025.
- Петрографска характеристика на Станимашката планина //  Годишник на Софийския университет. Физико-математически факултет. Книга 1; Annuaire de l'Universite de Sofia. Faculte Physico-mathematique 13-14 (ІІ).   1919. с. 1-8. Посетен на 28 април 2025.
- Петрографско-минерални изучвания в Македония //  Сборник на БАН 13.   1920. с. 1-295.
- Петрографски бележки от Източна Тракия //  Годишник на Софийския университет. Физико-математически факултет. Книга 1; Annuaire de l'Universite de Sofia. Faculte Physico-mathematique 15-16 (ІІ).   1919-1920. с. 1-16. Посетен на 28 април 2025.
- Старото рударство в България и Македония //  Списание на Българската академия на науките Клон Природо-математичен 19.   1920. с. 1-50.[неработеща препратка]
- Петрографски изучвания в източните поли на Родопите //  Годишник на Софийския университет. Физико-математически факултет. Книга 1; Annuaire de l'Universite de Sofia. Faculte Physico-mathematique 17 (ІІ).   1922. с. 1-74. Посетен на 28 април 2025.
- Скалите и минералите в Пашмаклийския окръг //  Годишник на Софийския университет. Физико-математически факултет. Книга 1; Annuaire de l'Universite de Sofia. Faculte Physico-mathematique 18 (ІІ).   1922. с. 1-93. Посетен на 1 април 2024.
- Минералите в България //  Годишник на Софийския университет. Физико-математически факултет. Книга 1; Annuaire de l'Universite de Sofia. Faculte Physico-mathematique. Livre 1 19 (1).   1923. с. 1-212. Посетен на 1 април 2024.
- Петрографията на долината на река Места в България //  Годишник на Софийския университет. Физико-математически факултет. Книга 1; Annuaire de l'Universite de Sofia. Faculte Physico-mathematique. Livre 1 19 (1).   1923. с. 271-304. Посетен на 28 април 2025.
- Геологично-хидрологични изучвания на Делиормана в свръзка с водоснабдяването на безводните му краища //  Годишник на Софийския университет. Физико-математически факултет. Книга 1; Annuaire de l'Universite de Sofia. Faculte Physico-mathematique. Livre 1 19 (1).   1923. с. 321-378. Посетен на 28 април 2025.
- Петрографски изучвания в Западна България //  Годишник на Софийския университет. Физико-математически факултет. Книга 1; Annuaire de l'Universite de Sofia. Faculte Physico-mathematique. Livre 1 19 (1).   1923. с. 391-463. Посетен на 28 април 2025.
- Скалите в Малко Търновска и Василикоска околия //  Списание на Българската академия на науките Клон Природо-математичен (25).   1923. с. 1-44.[неработеща препратка]
- Скалите и минералите в Местанлийски окръг //  Списание на Българската академия на науките Клон Природо-математичен (28).   1923. с. 179-242.[неработеща препратка]
- Поменик на професор доктор Лазар Ванков //  Летопис на Българската академия на науките (6).   1924. с. 130-138.
- Скалите в южните склонове на Балкана между Мараш-Върбишкия проход и Черното море //  Списание на Българската академия на науките Клон Природо-математичен (31).   1925. с. 1-96.[неработеща препратка]
- Скалите в Еленска околия //  Списание на Българската академия на науките Клон Природо-математичен (32).   1925. с. 1-54.[неработеща препратка]
- Минералните находища в Родопите //  Списание на Българската академия на науките Клон Природо-математичен (32).   1925. с. 85-141.[неработеща препратка]
- Солните кладенци в Провадийско //  Мир (7651).   24 декември 1925. с. 3.  Архивиран от оригинала на 2023-05-31.
- Скалите в северните отдели на Балкана между Черно море, Котел-Дервентския проход, гребена на Балкана и реките Врана и Голяма Камчия //  Списание на Българската академия на науките Клон Природо-математичен 34.   1926. с. 1-99.[неработеща препратка]
- Скалите в Търновска околия //  Списание на Българската академия на науките Клон Природо-математичен 36.   1927. с. 1-49.[неработеща препратка]
- Скалите в Провадийско //  Списание на Българската академия на науките Клон Природо-математичен 38.   1928. с. 1-45.[неработеща препратка]
- Скалите в Брезнишко //  Списание на Българската академия на науките Клон Природо-математичен 21 (41).   1929. с. 71-139.[неработеща препратка]
- Скалите в Шуменско и Новопазарско //  Списание на Българската академия на науките Клон Природо-математичен 19 (39).   1929. с. 81-135.[неработеща препратка]
- Картографичен принос към агрономията //  Списание на Българската академия на науките Клон Природо-математичен 19 (39).   1929. с. 187-192.[неработеща препратка]
- Скалите в Оряховско //  Списание на Българската академия на науките Клон Природо-математичен 22 (42).   1931. с. 47-71.[неработеща препратка]
- Скалите в Радомирско //  Списание на Българската академия на науките Клон Природо-математичен 23 (44).   1931. с. 51-132.[неработеща препратка]
- Скалите в Краището //  Списание на Българската академия на науките Клон Природо-математичен (47).   1934. с. 1-72.[неработеща препратка]
- Скалите в Никополско //  Годишник на Софийския университет. Физико-математически факултет. Книга 3 - Естествена история; Annuaire de l'Universite de Sofia. Faculte Physico-mathematique. Livre 3 - Sciences naturelles 30.   1934. с. 2--41.
- Скалите в Русенско и Беленско //  Годишник на Софийския университет. Физико-математически факултет. Книга 3 - Естествена история; Annuaire de l'Universite de Sofia. Faculte Physico-mathematique. Livre 3 - Sciences naturelles 30.   1934. с. 351-394. Посетен на 30 август 2024.
- Скалите в Поповско и отчасти в Разградско и Джумайско //  Годишник на Софийския университет. Физико-математически факултет. Книга 3 - Естествена история; Annuaire de l'Universite de Sofia. Faculte Physico-mathematique. Livre 3 - Sciences naturelles 31.   1935. с. 15-56. Посетен на 30 август 2024.
- Скалите в Белослатинско //  Годишник на Софийския университет. Физико-математически факултет. Книга 3 - Естествена история; Annuaire de l'Universite de Sofia. Faculte Physico-mathematique. Livre 3 - Sciences naturelles 32.   1936. с. 147-174. Посетен на 30 август 2024.
- Скалите в Горно-Оряховско //  Списание на Българската академия на науките Клон Природо-математичен 28 (53).   1936. с. 31-64.[неработеща препратка]
- Скалите в Свищовско //  Списание на Българската академия на науките Клон Природо-математичен (46).   1936. с. 1-46.[неработеща препратка]
- Скалите в Луковитско //  Списание на Българската академия на науките Клон Природо-математичен 28 (53).   1936. с. 65-94.[неработеща препратка]
- Скалите в Фердинандско //  Списание на Българската академия на науките Клон Природо-математичен (57).   1938. с. 1-42.[неработеща препратка]
- Скалите в България (с оглед на техните видове, находища и технично-практично използване).   София, Държавна печатница, 1938.
- Скалите в Троянско //  Списание на Българската академия на науките Клон Природо-математичен 31 (61).   1941. с. 1-50.[неработеща препратка]
- Скалите в Ловчанско //  Списание на Българската академия на науките Клон Природо-математичен 31 (61).   1941. с. 123-148.[неработеща препратка]
- Теренът на дунавското прибрежие в Тутраканско и Силистренско //  Списание на Българската академия на науките Клон Природо-математичен (65).   1942. с. 1-10.[неработеща препратка]
- Скалите в Берковско //  Списание на Българската академия на науките Клон Природо-математичен (65).   1942. с. 11-50.[неработеща препратка]
- Геологичен строеж, скален състав и хидрология на терена, през който минава тунелът на електрическата централа "Въча" при с. Кричим (Пловдивско) //  Списание на Българската академия на науките Клон Природо-математичен (65).   1942. с. 91-130.[неработеща препратка]
- Скалите в Добричско //  Списание на Българската академия на науките Клон Природо-математичен (68).   1943. с. 1-34.[неработеща препратка]
- Скалите в Балчикско //  Списание на Българската академия на науките Клон Природо-математичен (68).   1943. с. 189-218.[неработеща препратка]